# Pierre-Roch Vigneron
Pierre-Roch Vigneron (Vosnon, 16 agosto 1789 – Parigi, 12 ottobre 1872) è stato un pittore e litografo francese del XIX secolo.

## Biografia

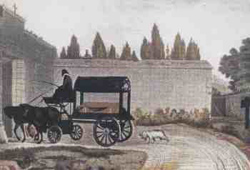
La sepoltura di un povero

Pierre-Roch Vigneron studiò inizialmente all'Accademia di Tolosa dove fu allievo di Joseph Roque, mentre dal 1814 proseguì gli studi alla scuola di Belle Arti di Parigi con Pierre Gautherot e Antoine-Jean Gros. Dal 1812 al 1831 presentò le sue opere al Salon di Parigi.
I più famosi dipinti di Vigneron sono: La sepoltura di un povero (Convoi du pauvre) esposto al Salon del 1819 e L'esecuzione (Exécution militaire) esposto al Salon del 1824.
Vigneron si specializzò nella realizzazione di ritratti tra i quali è nota la rappresentazione di Maximilien Robespierre.

## Opere principali

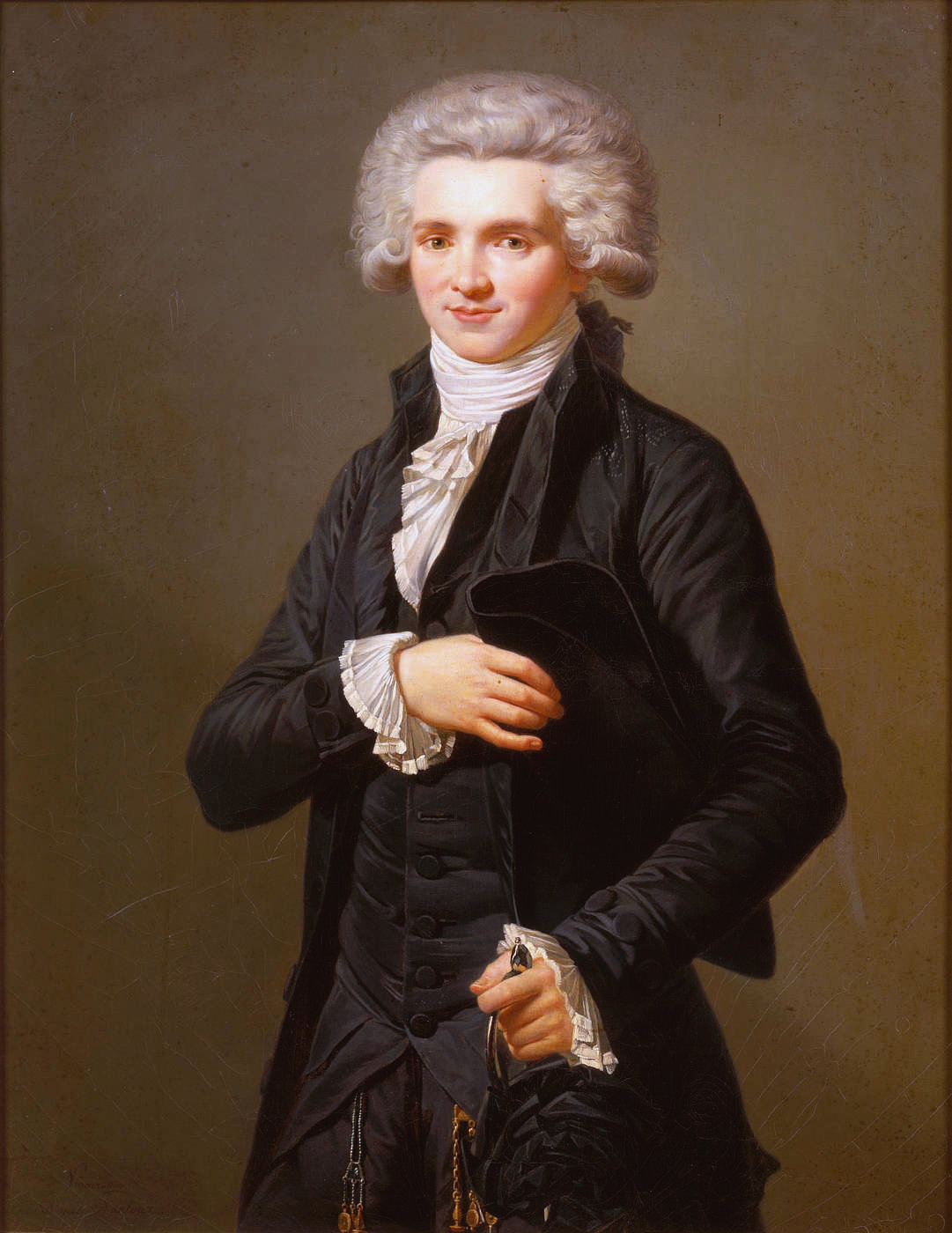
Ritratto di Maximilien Robespierre

- La cattura di Missolonghi, Bagnères-de-Bigorre, Museo Salies, 1827, olio su tela
- Cristoforo Colombo mostra i suoi ferri a Ferdinando e Isabella, Libourne, Museo delle Belle Arti, 1819
- Scena dalla natura (il convoglio del povero), Museo Massey, olio su tela[5]
- Le Retour du bal, avviso alle madri, Troyes, Museo Saint-Loup, dono di Mira Vigneron nel 1874
- Il generale Foy, Museo Lambinet, olio su tela
- Ritratto di Maximilien Robespierre come deputato del Terzo Stato, Museo della storia di Francia basato su un pastello di Adélaïde Labille-Guiard